# Cerámica de Manises

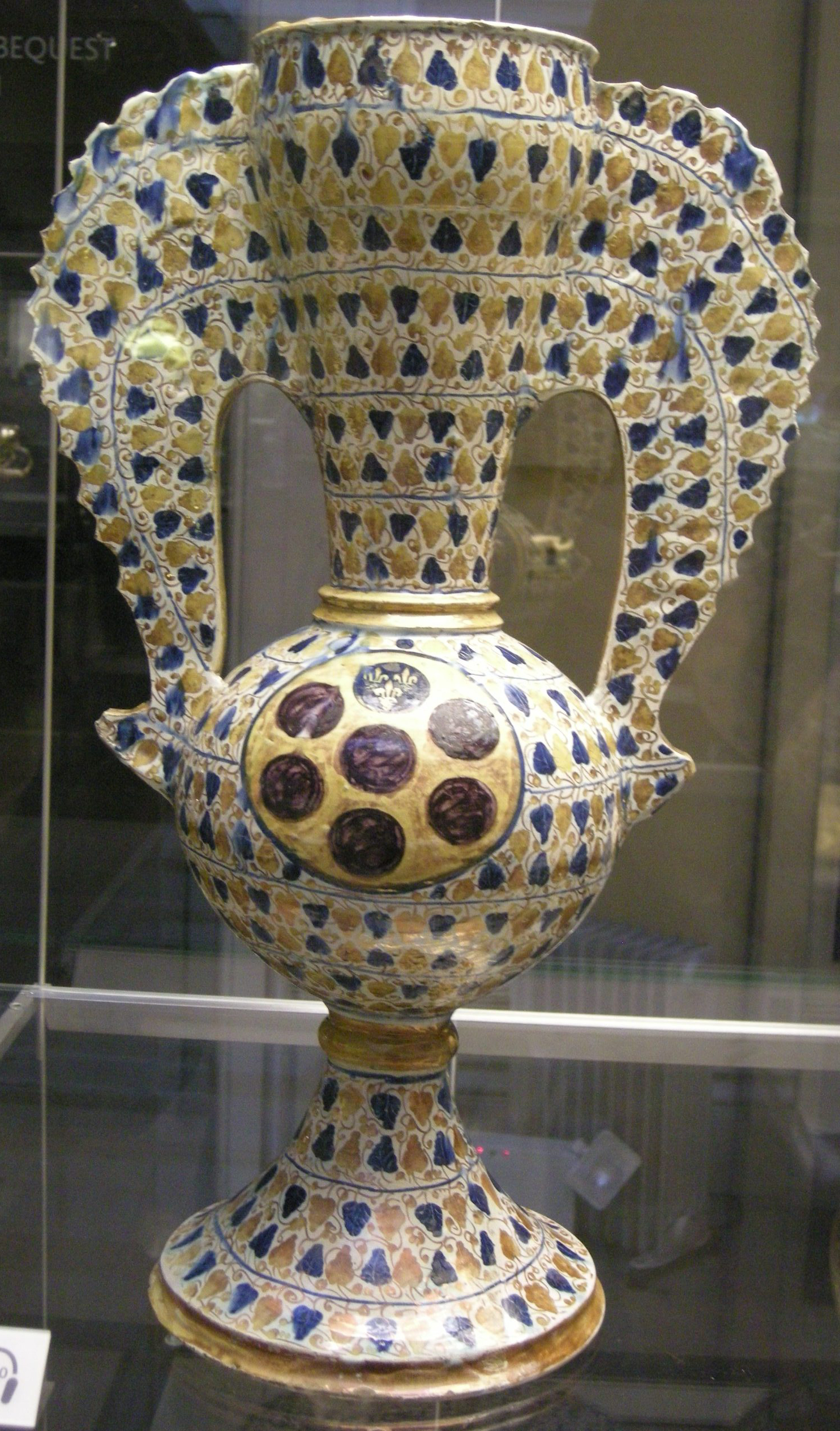
Jarrón de mayólica de Manises, con asas en ala y escudo de los Medici (entre 1465-92). British Museum.

La cerámica de Manises, en la Comunidad Valenciana (España), está representada por la variada fábrica de este importante foco de la alfarería, que de una cacharrería y loza, tradicionales desde el siglo XIV, ha evolucionado hacia la producción de diversos tipos de pastas cerámicas (loza fina, mayólica, porcelana, gres) y barnices.

## Historia
La conquista cristiana en los años 1237-1238 de gran parte del reino musulmán de la ciudad de Valencia por Jaime I, supuso, en el posterior reparto de señoríos, la concesión de las alquerías de Paterna y Manises al aragonés Artal de Luna. En el caso de Manises, su posterior venta en 1304 a Pere Boil (IV señor de Manises) acabaría siendo origen de una próspera industria artesana. En general, los investigadores coinciden en aceptar que los alfareros de la zona comenzaron a producir loza dorada en el primer cuarto del siglo XIV. Fruto de aquella alfarería gótico-mudéjar, serían los excelentes ejemplares de cerámica decorada en azul y/o reflejo metálico dorado hallados en excavaciones arqueológicas en el subsuelo de Manises. No menos importante fue la azulejería producida por los alarifes moriscos en ese mismo periodo, de la que el Museo de la ciudad expone una amplia colección de pavimentos.
Aquella loza de Manises con reflejos en tonos dorados y azules se impuso en toda Europa hasta fines del siglo XVI. Fue conocida durante la Baja Edad Media como "obra de Màlica" en otros lugares de la Corona de Aragón, por su similitud intencionada con las lozas doradas de la Málaga nazarí, así como "obra de València", en el caso de Cataluña y Mallorca. Las producciones italianas de cerámicas de reflejo metálico posteriores, del siglo XV, representaban imitaciones de las valencianas, y recibían el nombre de mayólica, puesto que se identificaban con Mallorca, lugar de reexportación de las piezas valencianas, y origen de muchos de los mercaderes que las comercializaban.
En el siglo XVIII, la influencia de la vecina Real Fábrica de Loza y Porcelana de Alcora y la emigración de alfareros por problemas laborales, supuso el abandono de los recursos tradicionales hispano-moriscos de reflejo metálico, introduciéndose las policromías vivas y el azul intenso en la decoración.
En 1941, tras la Guerra civil española, Manises vivía de su industria cerámica, con ochenta fábricas y unos cinco mil operarios (el treinta por ciento de ellos mujeres). Las nuevas tecnologías y necesidades, ampliaron la producción histórica a nuevos componentes sanitarios y para material eléctrico. A finales del siglo XX, Josep Pérez Camps, director del Museo de Cerámica de la localidad, daba noticia de la existencia en Manises de alfareros de obra basta tradicional.
Heredero en cierto modo de la Escuela de Cerámica de Manises, creada por Vicente Vilar David y Vicente Mora Arenes, en la vieja casona de la familia Ferraro está instalado el Museo de Cerámica administrado por el ayuntamiento de la ciudad.

### Exportación

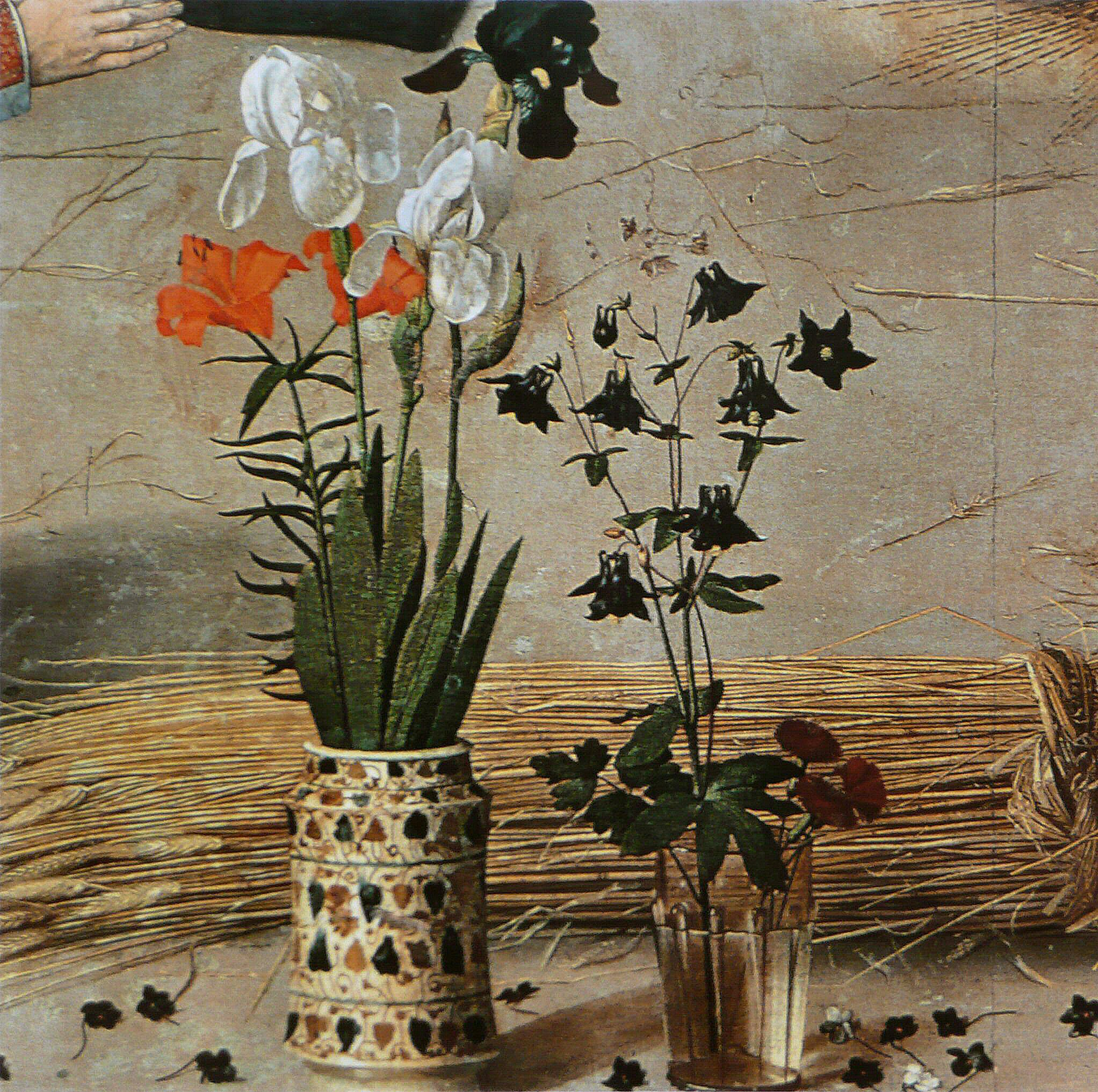
Jarrón de Manises en el detalle del Tríptico Portinari de Hugo van der Goes, hacia 1475.

En su origen, el comercio de la loza de Manises dio lugar a compañías de exportadores, en su origen italianas, chipriotas y turcas, y luego catalanas y mallorquinas, que zarpando del Grao de Valencia transportaban loza, cacharrería y azulejería embaladas en grandes tinajas —«cossis»— embutidas en cuerda y paja. Los principales clientes estuvieron en Francia, diversos principados de Italia, Sicilia, Venecia, Turquía y Chipre, y muy especialmente en el Reino de Nápoles, donde la corte de Alfonso el Magnánimo se convirtió en un escaparate de las lozas levantinas de Paterna y Manises. También los papas Calixto III y Alejandro VI incorporaron esta producción a las salas del Vaticano. En el interior de Europa, además de en Francia, se han encontrado en museos, palacios y restos arqueológicos diferentes ejemplos de su existencia en Flandes y los países del Báltico; la Historia de la Pintura ha dejado muestras de ello así mismo, citando como ejemplos más sobresalientes la tabla central del tríptico Portinari de Hugo van der Goes, conservado en la Galería Uffizi de Florencia, algunas obras de los hermanos Humberto y Jan van Eyck.

## Vajilla y tipología
Además de la histórica vajilla hispano-morisca de reflejo metálico, Manises ha producido alfarería plumbífera con el típico vidriado amarillo con manchas verdes, muy popular en toda España. También ha sido habitual en los alfares manisienses la cacharrería rojiza vidriada basta u ordinaria, conocida como obra «aspra» para diferenciarla de la loza polícroma.
La rica tipología de la cerámica manisense ha sido estudiada de modo específico en varios manuales; puede citarse a modo de ejemplo el Vocabulario de la cerámica de Manises, publicado en 1933 por el Francesc Almela i Vives.

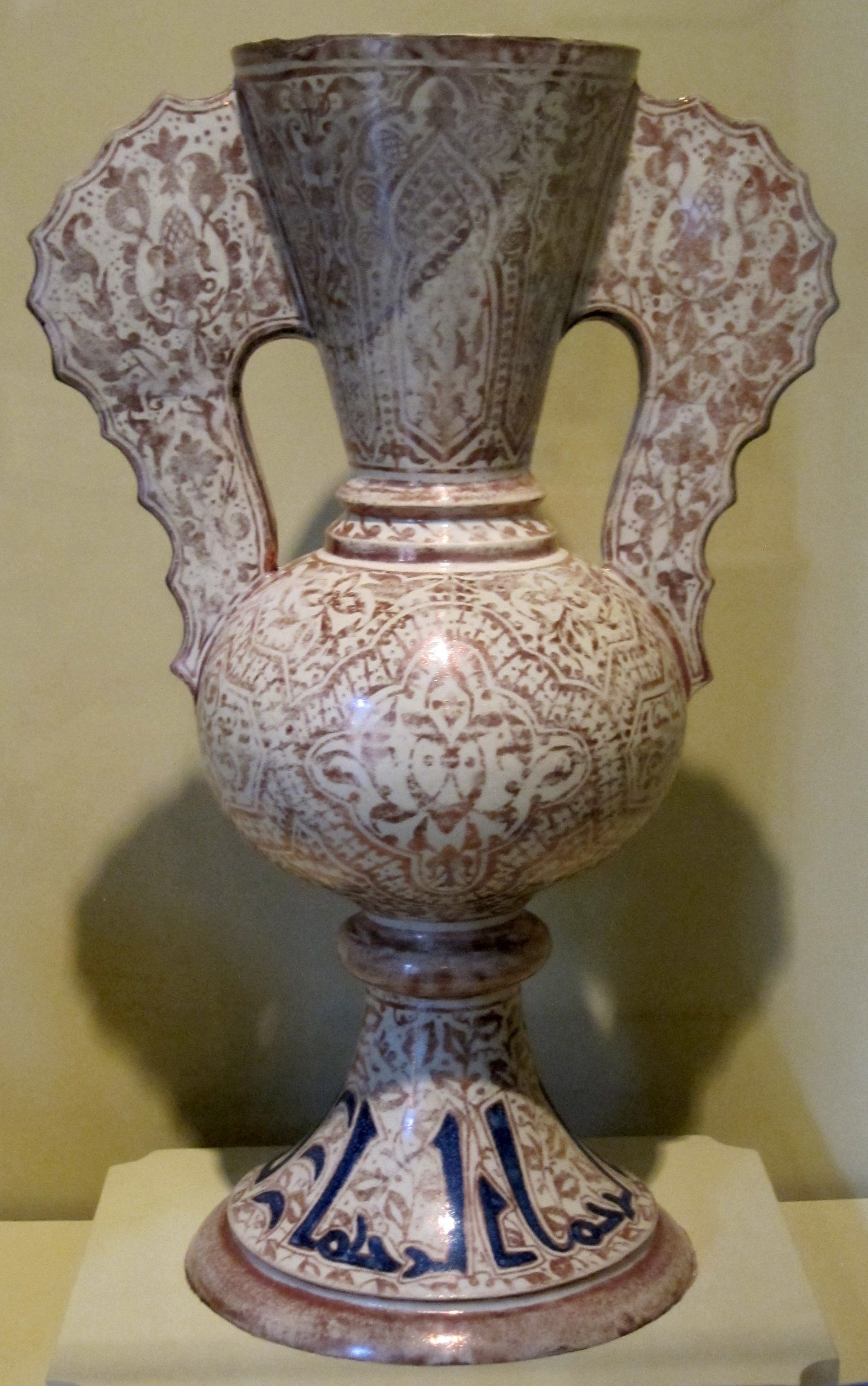
Jarrón 'de orejas' en reflejo dorado del siglo XIV. Museo de Honolulú.
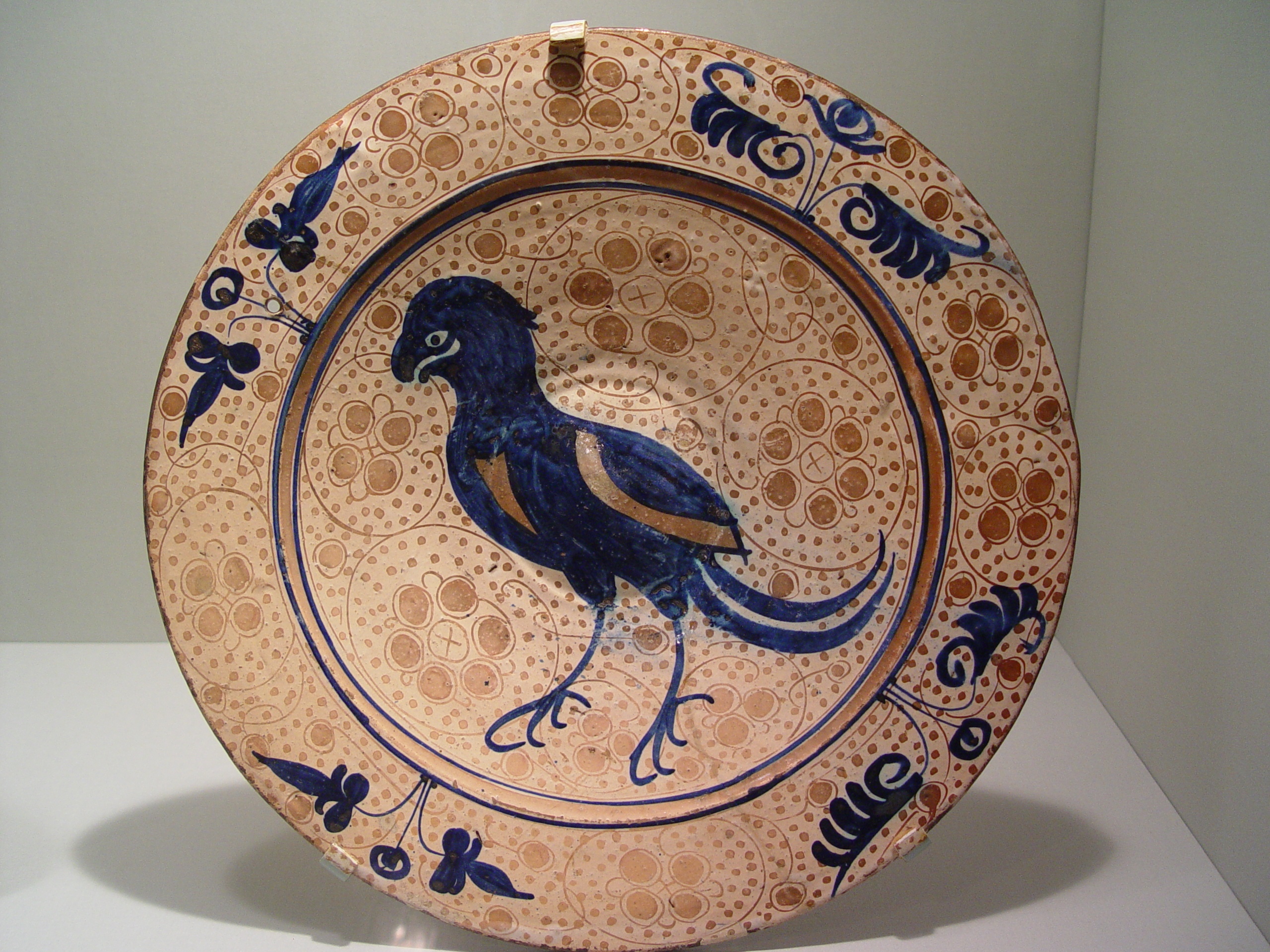
Plato de 36 cm de diámetro (hacia 1430–50) LACMA (California).
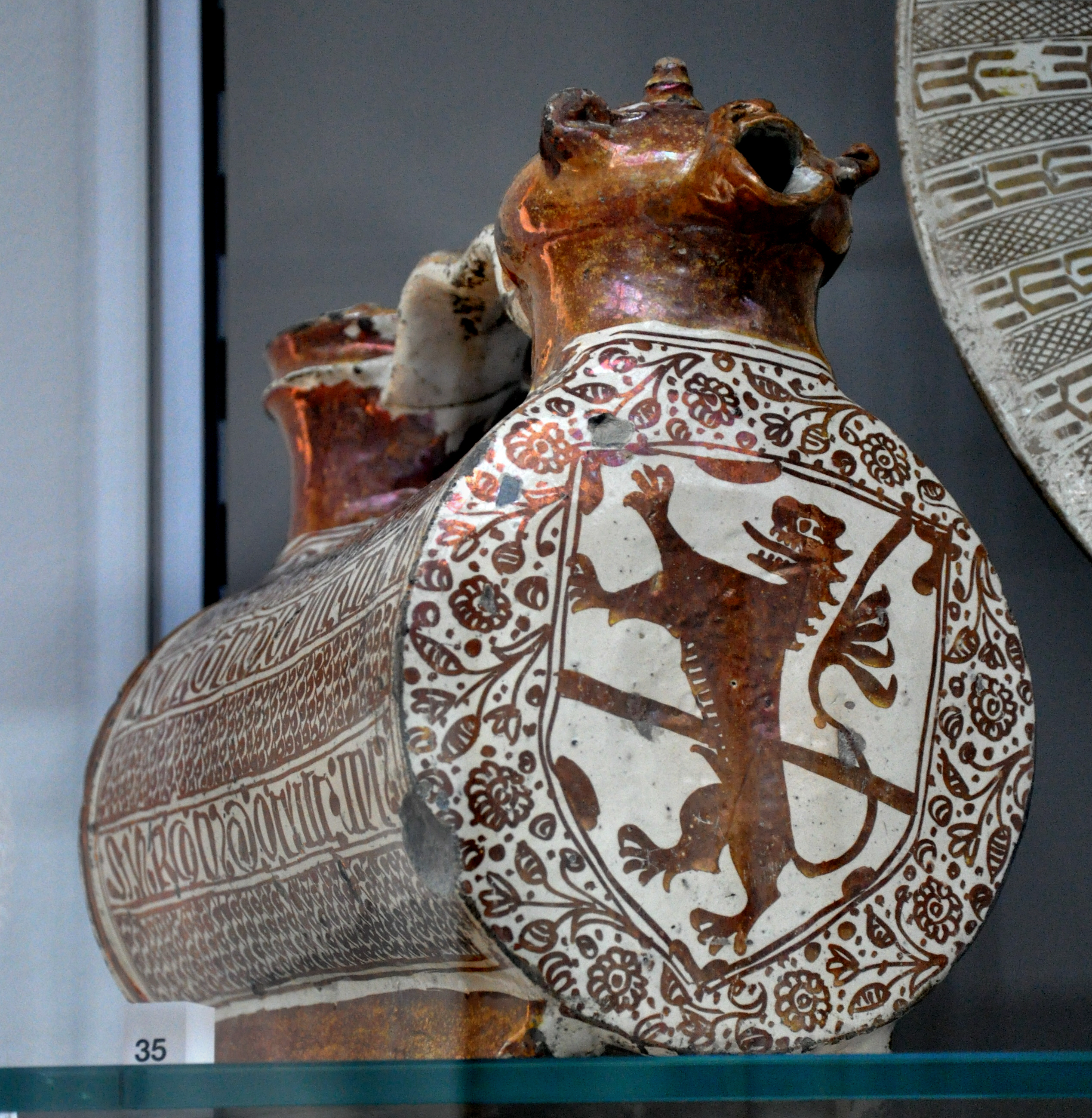
Aguamanil de Manises (1520-1550). Museo Victoria y Alberto (Londres).